# 瑞博西利
瑞博西利（英語：Ribociclib）商品名擊癌利（KISQALI）是一種CDK4/6抑制劑類型的乳腺癌藥物，由Astex和诺华制药研发。可使用的對象為：賀爾蒙接受體陽性、HER2陰性患者，以及停經後晚期乳腺癌患者。